# Амирин
Амирините са пентациклични тритерпени, които могат да бъдат открити в различни лечебни растения. Основните разновидности за алфа и бета амириниът. Тетрапените са известни от векове с множеството си благоприятни биологични свойства.
Химичната формула на амирина е C30H50O. Точката на топене на алфа амирина е между 184 – 186 °C, а на бета амирина е между 189 – 191 °C.

## Естествени източници
Амирините могат да бъдат открити в множество различни растения и растителни материали като листа, кори, дървесина, смоли. За да бъде извлечен амиринът, материалът трябва да бъде предварително третиран. Обикновено обработката се състои в изсушаване на материала и смилането му в прах. Най-често извличането на веществата се извършва посредством дихлорметан, хлороформ и метанол.
Амирините са тетрапени с естествен произход. Най-високо съдържание на алфа амирин може да бъде намерено в смолите на някои дървета от семейство Бурсерови (почти гр/кг) и в по-малко количества ароматните смоли на някои мексикански дървета и в растения като Commiphora holtziana и Cassia obtusifolia.
Основните естествени източници на бета амирин са пчелният прашец от лотос, застрашеното от изчезване мексиканско дърво Amphipterygium adstringens, евкалиптът (Eucalyptus globulus). В по-малки количества бета амирин може да бъде открит и в някои видове фикус, като Ficus carica и Ficus cordata. 

## Антибактериални и противогъбични свойства
Изследвания проведени с метанолов екстракт от цветята Bombax malabaricum показват, че същият има изключително силен ефект срещу стафилококи, стрептококи, гонореа и кандида. Предполага се, че алфа амиринът и други подобни съединения са отговорни за издръжливостта срещу гъбични заболявания при лозите. 
Проведени през 2011 година изследвания показва силен противогъбичен и антибактериален ефект. Тестове са направени с различни съединения, популярни с противогъбичните си свойства – бета систерол, бета амирин, урсолова киселина, бензоена киселина, бета амирин и д.р., като най-ефективното съединение е бета амиринът. 

## Противовъзпалително действие
Изследвания проведени с лабораторни мишки с екстракт от растението Bursera simaruba показва силен противовъзпалителен ефект. Извлечените от екстракта активни вещества са стирол и алфа амирин.
Древните китайски лекари са използвали извлек от растението Ligustrum като зашита и лек срещу хепатит и хроничен бронхит. След проведени лабораторни изследвания с извлек от растението, станало ясно, че аналгетичното действие на растението най-вероятно се дължи на някое от основните му активни съставки, а именно бета амирин, лупеол и бетулинова киселина.